# Postre helado

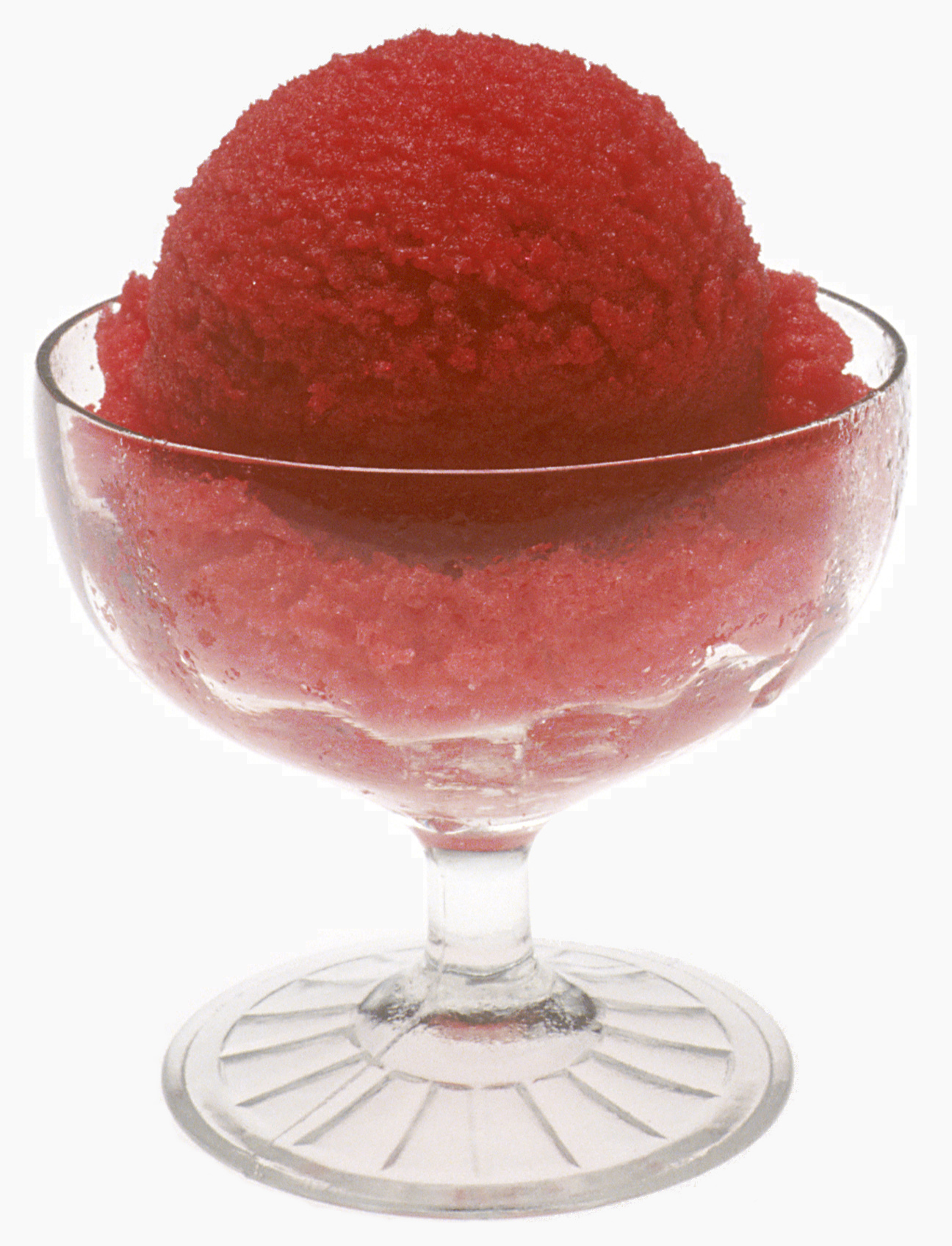
Postre de Fresa

Un postre helado es el nombre genérico para los postres hechos de líquidos congelados, semisólidos, y a veces incluso sólidos. Pueden ser a base de agua con sabor (sorbete, granizado, etc.), en purés de frutas, en leche y crema (la mayoría de helados), en crema (crema congelada y algunos helados), en mousse (semifríos), etc. En Reino Unido e Irlanda, donde el término "postre" es poco frecuente, los postres congelados se refieren como "hielos".
En algunos países incluyendo Canadá, el término es a menudo utilizado en productos que son similares en sabor y textura al helado, pero que no cumplen con la definición legal del término (a menudo siendo hecho por aceite vegetal, es decir, en lugar de leche o crema de leche).